# Султан Тенга
Ібрагім Алі Омар Шах, також часто Султан Тенга — перший і останній визнаний Брунеєм султан Сараваку. Син султана Брунея Мухаммада Хассана, який після смерті батька намагався захопити владу в країні та конфліктував зі своїм старшим братом Абдулом Джалілем Акбаром. Задля уникнення подальшої боротьби султан Акбар запропонував братові титул султана Сараваку. 1598 року султан Тенга разом з вояками та знаттю вирушив до Саравака, де заснував брунейське поселення. Більшу частину правління він провів у сусідніх державах Сукадані, Самбасі тощо. Під час повернення до Сараваку 1641 року Султан Тенга був убитий.

## Біографія
Згідно з «Генеалогією султанів Брунею» (малай. Salasilah Raja-Raja Brunei) після смерті султана Мухаммада Хассана виник конфлікт між його синами. Принц Тенга (малай. Pengiran Muda Tengah) заявив, що він є спадкоємцем, оскільки він є найстаршим сином свого батька, що народився в той час, коли Мухаммад Хассан був уже султаном Брунею, натомість справді найстарший принц Абдул Джаліл Акбар народився ще в спадкового принца Хассана. Втім брунейський двір не підтримав зазіхання молодого принца, а султаном став Абдул Джаліл Акбар.
Втім, султан вирішив, щоб не поглиблювати конфлікт у столиці, запропонувати братові землі Сараваку, на захід від столиці Брунею. Щоб ще збільшити значення цього призначення, Абдул Джаліл проголосив принца Тенга султаном Сараваку. Саравак входив на початку XVI століття до складу Брунейського султанату, але контроль над ним під час правління Мухаммада Хассана був ефемерним. Вочевидь, султан планував не тільки позбавитися конкурента, але й укріпити владу над далекою територією.
Раджа Тенга прийняв пропозицію та разом з 1000 солдатів та частиною двору заснував поселення поблизу гирла річки Саравак. 1599 року султан Тенга вирушив з візитом до Пахангу. На зворотному шляху корабель султана потрапив у шторм, який відніс його до Сукадани на заході Борнео. Там султан одружився з сестрою місцевого султана Рату Сурією Кусумою (малай. Ratu Surya Kusuma) та залишився жити. В них народився син Радін Сулейман. Надалі султан Тенга подорожував додому через узбережжя Самбасу, проповідував іслам, був прийнятий з почестями індуїстським королем Самбасу. Правитель Самбасу віддав за сина султана свою дочку. Радін Сулейман став першим ісламським султаном Самбасу 1631 року. Після повернення до Сараваку 1641 року султана Тенга було вбито одним із супутників та поховано поблизу гори Сантубонг.
Натомість нідерландський історик Франсуа Валентайн повідомив, що 1609 року племена, що мешкали на території султанату, повстали та перейшли з-під брунейського султана до джохорського (під яким, можливо, мався на увазі султан Самбасу). Таким чином, є ймовірним участь султана Тенга в захопленні території Сараваку в Брунею, і подальшої помсти брунейської влади. За деякими даними Бруней встановив контроль над Сараваком знову близько 1730 року, але втратив його на користь Самбасу не пізніше початку XIX століття.